# 田中山神社
田中山神社（たなかやまじんじゃ）は、広島県広島市安佐南区にある神社。

## 由緒
『芸藩通志』によると、1299年（正安元年）武田信宗が銀山に築城した際、鬼門を除くために勧請した

村帳簿に記載されていたという1715年（正徳5年）の神社改めの際の申し出書によると、信宗は、御供米として田圃を寄進し、後に毛利元就が当地の領主であった1541年（天文10年）以降は、社領として40石を寄進していたが、1600年（慶長5年）に毛利輝元が防長に転封され、福島正則が領主となるに及んで社領を没収されたとある
当神社棟札によると、1778年（安永7年8月25日）本殿が再建された
1871年（明治4年）、政府が定めた社格によって村社となり、神饌幣帛料を供進された。当神社は、上安村、相田村、高取村の産土神で古くから一ノ宮を称していたが、そのような確証がないため、一ノ宮の名称は取り消しとなった
1887年（明治20年）10月10日の祭礼の際に、拝殿と幣殿が火災により焼失したが、翌年11月、再建上棟した

## 摂末社

### 大利神社
大利神社は、大山祇命を祭神とする唯一の境内社

### 河原恵美須神社
河原恵美須神社（えびすじんじゃ）は、広島市安佐南区上安2丁目3-16に鎮座する事代主命を祭神とする境外社

### 河内神社
河内神社（こうちじんじゃ）は、広島市安佐南区上安5丁目に鎮座する猿田彦命を祭神とする境外社

### 山崎河内神社
山崎河内神社（やまのさきこうちじんじゃ）は、広島市安佐南区高取南1丁目27-1に鎮座する猿田彦命を祭神とする境外社

### 大利河内神社
大利河内神社（おとしこうちじんじゃ）は、広島市安佐南区高取北1丁目に鎮座する猿田彦命を祭神とする境外社

## 交通
- アストラムライン安東駅下車、徒歩5分

- アストラムライン上安駅下車、徒歩7分